# Família Dalasseno
Dalasseno (em grego: Δαλασσηνός; romaniz.: Dalassenós), ou em sua forma feminina Dalassena (em grego: Δαλασσηνή; romaniz.: Dalassené) foi uma proeminente família aristocrática bizantina no século XI.

## Origens e ascensão

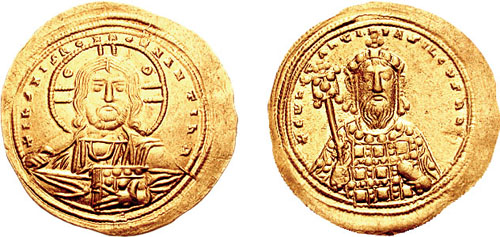
Histameno de r.

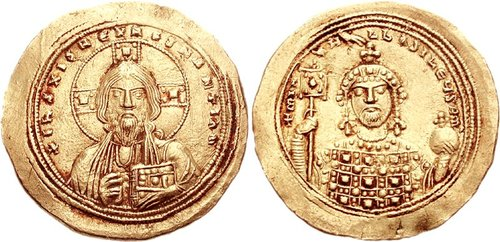
Histameno de r.

O nome da família deriva de sua terra natal, a cidade de Dalassa, a moderna Talas no leste da Turquia. A origem étnica da família é desconhecida; Nicholas Adontz identifica-os como armênios, apesar de seus nomes não o serem, e muitos estudiosos hesitam em aceitar esta sugestão. O primeiro membro proeminente da família foi o magistro Damião Dalasseno, que manteve o importante posto de duque de Antioquia em 995/996–998. Seus filhos também alcançaram ofícios seniores: dois deles, Constantino e Teofilacto, também ocuparam o posto de duque de Antioquia, enquanto Romano foi catepano da Ibéria. O Oriente, e Antioquia em particular, parece ter sido base de poder da família durante as primeiras décadas do século XI.
Constantino em particular era um favorito do imperador bizantino Constantino VIII (r. 1025–1028), e diz-se que ele considerou nomeá-lo seu herdeiro logo após sua morte. Sob Romano III Argiro (r. 1028–1034), a família permaneceu leal, ao menos exteriormente. Constantino, contudo, é acusado em algumas fontes de ter desempenhado um papel na fracassada campanha de Romano contra Alepo em 1030. Constantino então emergiu como o líder da oposição aristocrática durante os reinados de Miguel IV, o Paflagônio (r. 1034–1041) e Miguel V, o Calafate (r. 1040–1041). Isso levou a medidas repressivas e a prisão e exílio de muitos dos membros da família por João, o Orfanotrofo, o ministro de Miguel IV. Após a queda de Miguel V em 1042, Constantino foi novamente considerado um potencial imperador pela imperatriz Zoé Porfirogênita (r. 1028–1025); a imperatriz, contudo, viu Constantino como um homem de princípios austeros e finalmente escolheu Constantino IX Monômaco (r. 1042–1055).
Nos anos 1060 e 1070, membros da família, cuja relação com o magistro Damião e seus filhos é incerta, serviram principalmente como generais seniores nos Bálcãs, como o duque de Escópia Damião em 1073 ou o duque de Salonica cerca de 1062. A família tornou-se mais notável, contudo, através do casamento da ambiciosa e capaz Ana Dalassena (a bisneta, pelo lado materno, do magistro Damião), com João Comneno, o irmão mais jovem do general e imperador Isaac I Comneno (r. 1057–1059). Ana resolutamente avançou a carreira de seus filhos, até conseguir Aleixo I Comneno ascender ao trono em 1081. Durante a frequente ausência de Aleixo de Constantinopla em campanha, ela funcionou como a regente de facto do Império Bizantino.

### Membros posteriores

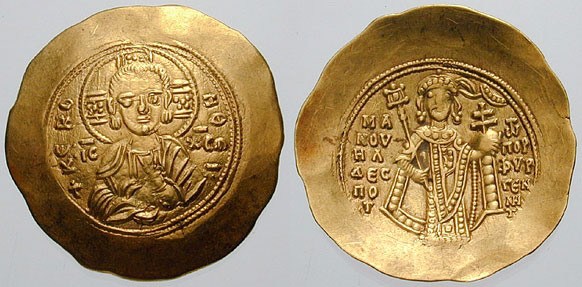
Hipérpiro de r.

O almirante Constantino Dalasseno desempenhou um significativo papel no começo do reinado de Aleixo I Comneno, mas mais membros da família são conhecidos como oficiais civis. O mais proeminente dos Dalassenos do século XII foi João Dalasseno Rogério, que foi nomeado césar ca. 1138 e liderou uma conspiração sem-sucesso contra Manuel I Comneno (r. 1143–1118). O nome Dalasseno permaneceu proeminente até o fim do século XII, mas declinou depois disso, e no império tardio o nome aparece apenas raramente, e então entre níveis inferiores da sociedade.